# Офіційний перелік регіонально рідкісних тварин Вінницької області
Офіційний перелік регіонально рідкісних тварин Вінницької області — список, що містить перелік видів тварин, які не занесені до Червоної книги України, але є рідкісними або такими, що перебувають під загрозою зникнення на території Вінницької області.

## Історія
Перелік видів тварин, які не занесені до Червоної книги України, але є рідкісними або такими, що перебувають під загрозою зникнення на території Вінницької області було прийнято Вінницькою обласною радою на 34 сесії 5 скликання рішенням від 25 жовтня 2010 року № 1139 «Про загальний перелік рідкісних та зникаючих видів судинних рослин і тварин Вінницької області, які потребують охорони».

## Статистика
Перелік містить 59 видів тварин, з них:
- Комах — 5 видів;
- Риб — 2 види;
- Земноводних — 2 види;
- Плазунів — 4 види;
- Птахів — 35 видів;
- Ссавців — 11 видів.

## Перелік

### Комахи
| № п/п | Українська назва виду  | Біноміальна назва виду | Фото |
| ----- | ---------------------- | ---------------------- | ---- |
| 1     | Богомол звичайний      | Mantis religiosa       |      |
| 2     | Бражник молочайний     | Celerio euphorbiae     |      |
| 3     | Водолюб великий темний | Hydrous aterrimus      |      |
| 4     | Жук-носоріг            | Oryctes nasicornis     |      |
| 5     | Їздці                  | Ichneumonidae          |      |

### Риби
| № п/п | Українська назва виду | Біноміальна назва виду | Фото |
| ----- | --------------------- | ---------------------- | ---- |
| 1     | Рибець малий          | Vimba vimba tenella    |      |
| 2     | Рибець типовий        | Vimba vimba vimba      |      |

### Земноводні
| № п/п | Українська назва виду | Біноміальна назва виду | Фото |
| ----- | --------------------- | ---------------------- | ---- |
| 1     | Тритон гребінчастий   | Triturus cristatus     |      |
| 2     | Тритон звичайний      | Triturus vulgaris      |      |

### Плазуни
| № п/п | Українська назва виду | Біноміальна назва виду | Фото |
| ----- | --------------------- | ---------------------- | ---- |
| 1     | Веретільниця ламка    | Anguis fragilis        |      |
| 2     | Гадюка степова східна | Vipera ursinii renardi |      |
| 3     | Гадюка звичайна       | Vipera berus           |      |
| 4     | Ящірка живородна      | Lacerta vivipara       |      |

### Птахи
| № п/п | Українська назва виду             | Біноміальна назва виду   |
| ----- | --------------------------------- | ------------------------ |
| 1     | Баранець звичайний                | Gallinago gallinago      |
| 2     | Балабан                           | Falco cherrug            |
| 3     | Боривітер степовий                | Falco naumanni           |
| 4     | Вівсянка садова                   | Emberiza hortulana       |
| 5     | В'юрок                            | Fringilla montifringilla |
| 6     | Гагара чорношия                   | Gavia arctica            |
| 7     | Горихвістка звичайна              | Phoenicurus phoenicurus  |
| 8     | Грицик великий                    | Limosa limosa            |
| 9     | Гуска сіра                        | Anser anser              |
| 10    | Жовна сива                        | Picus canus              |
| 11    | Жовна чорна                       | Dryocopus martius        |
| 12    | Журавель сірий                    | Grus grus                |
| 13    | Квак                              | Nycticorax nycticorax    |
| 14    | Кібчик                            | Falco vespertinus        |
| 15    | Кульон великий (Кроншнеп великий) | Numenius arquata         |
| 16    | Коловодник звичайний              | Tringa totanus           |
| 17    | Крячок білокрилий                 | Chlidonias leucopterus   |
| 18    | Лебідь-кликун                     | Cygnus cygnus            |
| 19    | Набережник                        | Actitis hypoleucos       |
| 20    | Осоїд                             | Pernis apivorus          |
| 21    | Підсоколик великий                | Falco subbuteo           |
| 22    | Підсоколик малий                  | Falco columbarius        |
| 23    | Пірникоза мала                    | Podiceps ruficollis      |
| 24    | Пірникоза чорношия                | Podiceps nigricollis     |
| 25    | Плиска жовтоголова                | Motacilla citreola       |
| 26    | Попелюх                           | Aythya ferina            |
| 27    | Слуква                            | Scolopax rusticola       |
| 28    | Сорокопуд чорнолобий              | Lanius minor             |
| 29    | Фазан                             | Phasianus colchicus      |
| 30    | Чапля руда                        | Ardea purpurea           |
| 31    | Чепура велика                     | Egretta alba             |
| 32    | Чепура мала                       | Egretta garzetta         |
| 33    | Чернь чубата                      | Aythya fuligula          |
| 34    | Чечевиця звичайна                 | Carpodacus erythrinus    |
| 35    | Широконіска                       | Anas clypeata            |

### Ссавці
| № п/п | Українська назва виду | Біноміальна назва виду    |
| ----- | --------------------- | ------------------------- |
| 1     | Білозубка білобрюха   | Crocidura leucodon        |
| 2     | Білозубка мала        | Crocidura suaveolens      |
| 3     | Бобер річковий        | Castor fiber              |
| 4     | Бурозубка звичайна    | Sorex araneus             |
| 5     | Бурозубка мала        | Sorex minutus             |
| 6     | Кажан двокольоровий   | Vespertilio murinus       |
| 7     | Кутора звичайна       | Neomys fodiens            |
| 8     | Ласка                 | Mustela nivalis           |
| 9     | Лось                  | Alces alces               |
| 10    | Нетопир малий         | Pipistrellus pipistrellus |
| 11    | Ушан звичайний        | Plecotus auritus          |